# Nathan Brannen
Nathan "Nate" Brannen, född 8 september 1982, är en kanadensisk medeldistanslöpare.
Brannen tävlade för Kanada vid olympiska sommarspelen 2008 i Peking, där han blev utslagen i semifinalen på 1 500 meter. Vid olympiska sommarspelen 2012 i London blev Brannen också utslagen i semifinalen på samma distans.
Vid olympiska sommarspelen 2016 i Rio de Janeiro tog sig Brannen till final på 1 500 meter, där det blev en 10:e plats.

## Personliga rekord
| Utomhus - 800 meter – 1.46,00 (Baton Rouge, 31 maj 2002) - 1 000 meter – 2.16,52 (Linz, 20 augusti 2012) 0NR0 - 1 500 meter – 3.34,22 (Hengelo, 27 maj 2012) - 1 engelsk mil – 3.52,63 (Eugene, 7 juni 2009) - 2 000 meter – 4.59,56 (Toronto, 9 juli 2013) 0NR0 - 3 000 meter – 7.48,98 (London, 27 juli 2013) - 5 000 meter – 13.43,19 (Palo Alto, 30 mars 2007) - 5 km landsväg – 14.07 (Yorkville, 11 september 2016) | Inomhus - 800 meter – 1.47,61 (Fayetteville, 13 mars 2004) - 1 000 meter – 2.16,87 (Boston, 2 mars 2014) 0NR0 - 1 500 meter – 3.39,01 (New York, 15 februari 2014) - 1 engelsk mil – 3.54,32 (New York, 15 februari 2014) 0NR0 - 3 000 meter – 7.47,90 (Fayetteville, 10 februari 2006) |